# Детали (фильм, 2011)
«Детали» (англ. The Details) — фильм режиссёра Джейкоба Аарона Эстеса. Главную роль в фильме сыграл Тоби Магуайр.

## Сюжет
Это история семейной пары, совместная жизнь которых находится в весьма плачевном состоянии по причине измены. Отношения персонажей ещё и обостряются после того, как на их заднем дворе происходит нашествие енотов. Разногласия по поводу того, как избавиться от вредителей рождают цепочку недоразумений, оканчивающихся убийством с применением лука и стрел.

## В ролях
- Тоби Магуайр — Джэфф
- Элизабет Бэнкс — Нили Ланг
- Лора Линни — Лила
- Рей Лиотта — Питер
- Керри Вашингтон — Ребека
- Деннис Хейсбёрт — Линкольн
- Сэм Траммелл — Крис
- Гэри Шварц — инспектор
- Кэти Ву — обворожительная азиатская леди
- Кайл Паркер — Рон
- Мартин Андрис — Качок
- Сара Бест — баскетболистка
- Аманда Харди — баскетболистка
- Дэвид Кирван — запасной игрок
- Джесси Джеймс Паттисон — баскетболистка
- Трэйси Л. Крауч — беременная Луиза / Трэйси
- Том Филлипс — баскетболист
- Лиза Миллер — 22-летняя Хотти